# Papilio polyxenes
Papilio polyxenes — бабочка рода Настоящие парусники семейства Парусники. Встречается по всей Северной Америке, включая Канаду, США и Мексику. Papilio polyxenes является официальным бабочкой-символом штата Оклахома.

## Описание
Papilio polyxenes — крупная бабочка с размахом крыльев 8—11 см. Верхняя сторона крыльев — в основном чёрная. На внутреннем крае задних крыльев расположено характерное чёрное пятно внутри большого оранжевого пятна. У самцов по краю крыльев проходит жёлтая полоса, а у самок — ряд жёлтых пятен. Кроме этого, у самок на передних крыльях проходит радужная синяя полоса. У подвида Papilio polyxenes coloro, распространённого в юго-западных штатах США, преобладают жёлтые формы.
После спаривания самки откладывают небольшие жёлтые яйца на в основном садовые растения семейства Зонтичные, включая морковь, укроп, фенхель, дикую морковь и петрушку.

### Личиночная стадия
Гусеницы на первых фазах развития (до 1,5 см в длину) — чёрные с белой полосой посередине, с белыми щетинками, имеющими светло-коричневое кольцо у основания. Похожи на птичий помёт, под который они мимикрируют. На поздних стадиях гусеницы (до 5 см) — жёлто-белые с чёрными полосами. Каждая вторая чёрная полоса имеет жёлтые пятна. Вокруг некоторых чёрных полос имеются щетинки, которые постепенно исчезают по мере роста и приближения к окукливанию.
Гусеницы имеют оранжевую вилочковую железу, осметериум. Обычно осметериум спрятан внутри в районе первых сегментов за головой гусеницы и не виден. При опасности яркий осметериум, напоминающий змеиный язык, выпячивается и выпускает секрет с неприятным запахом, отпугивающим хищников.
Куколки могут быть зелёные или коричневые, что определяется генетически и не зависит от условий окружающей среды.

## Галерея

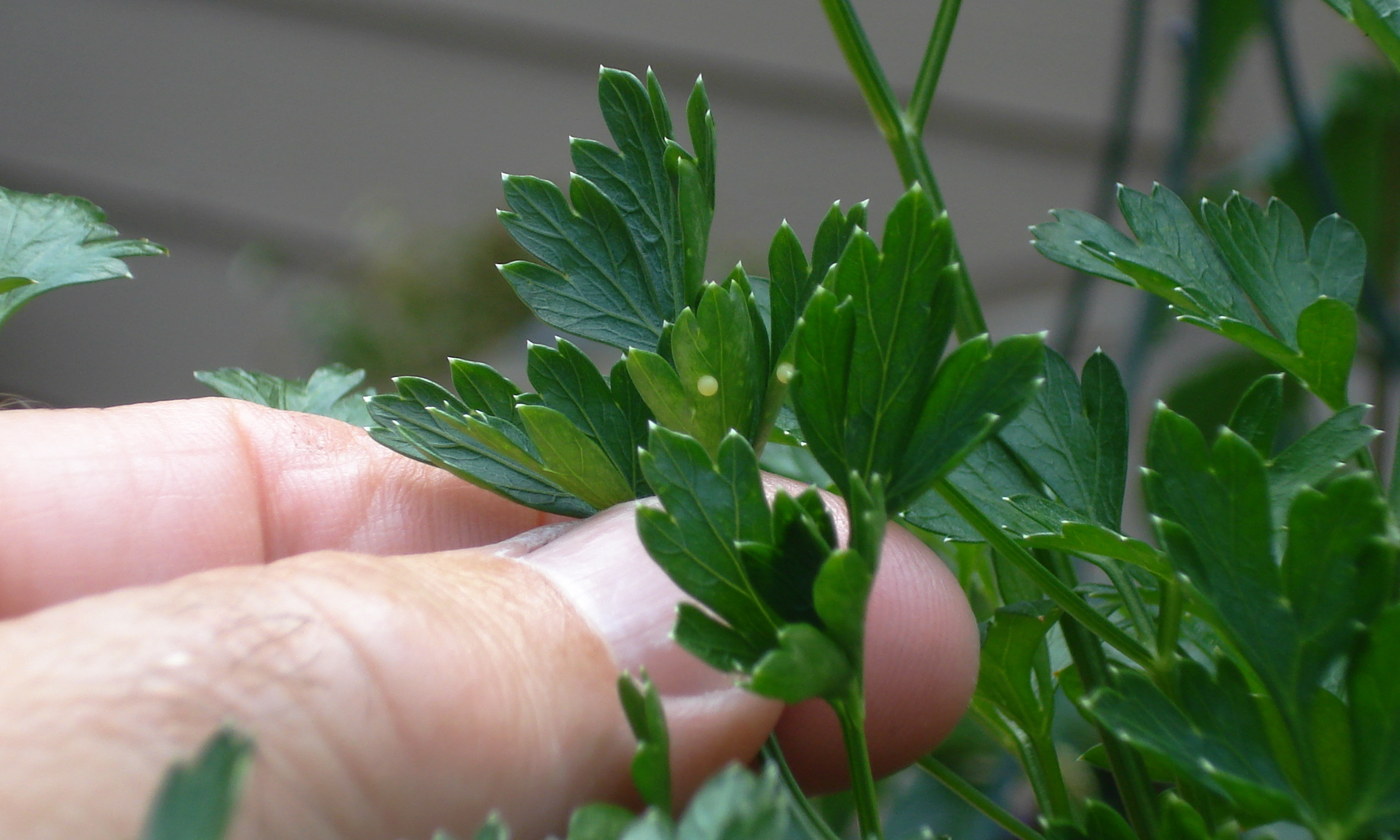
Яйца на листьях петрушки.
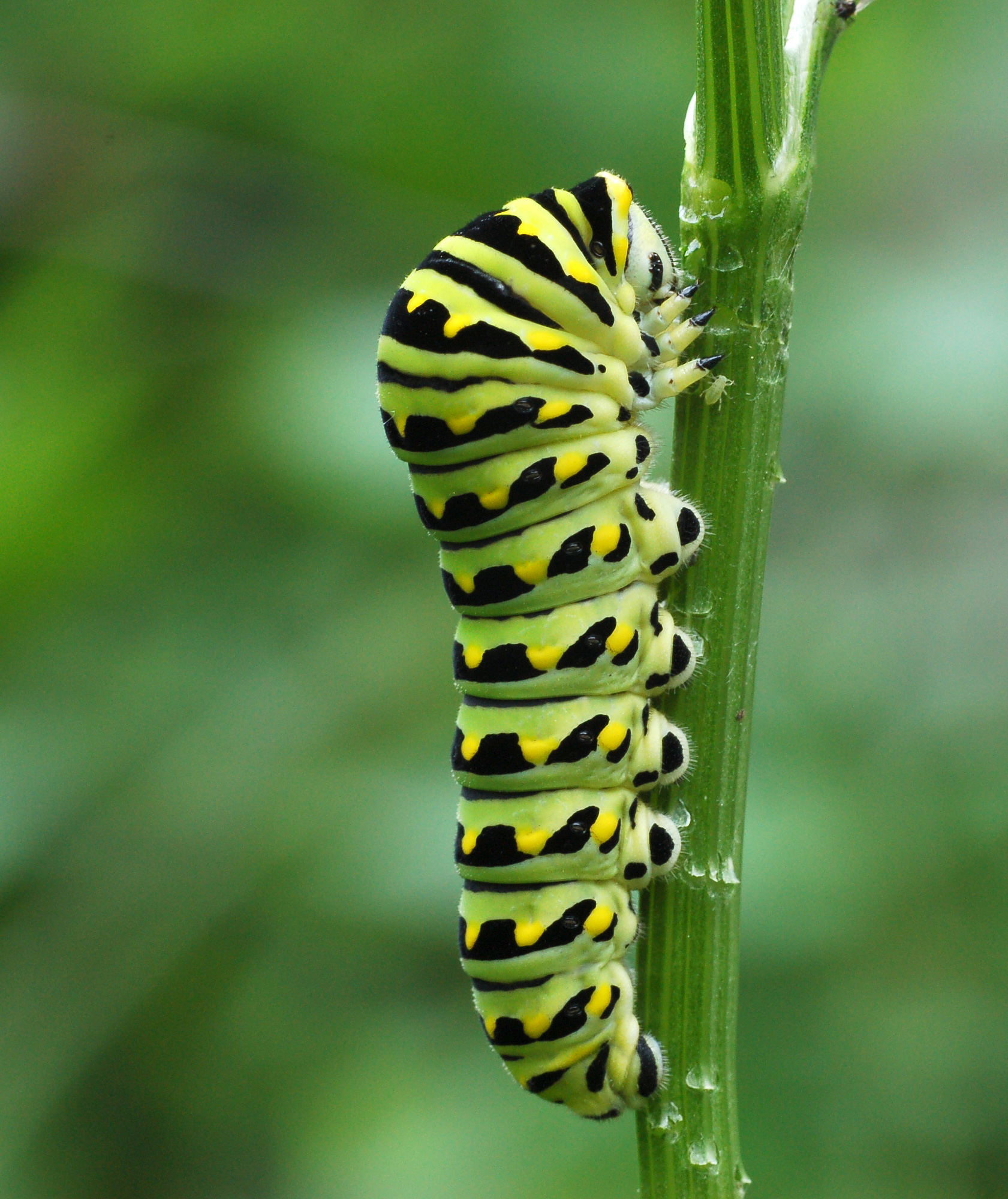
Стадия гусеницы перед окукливанием.
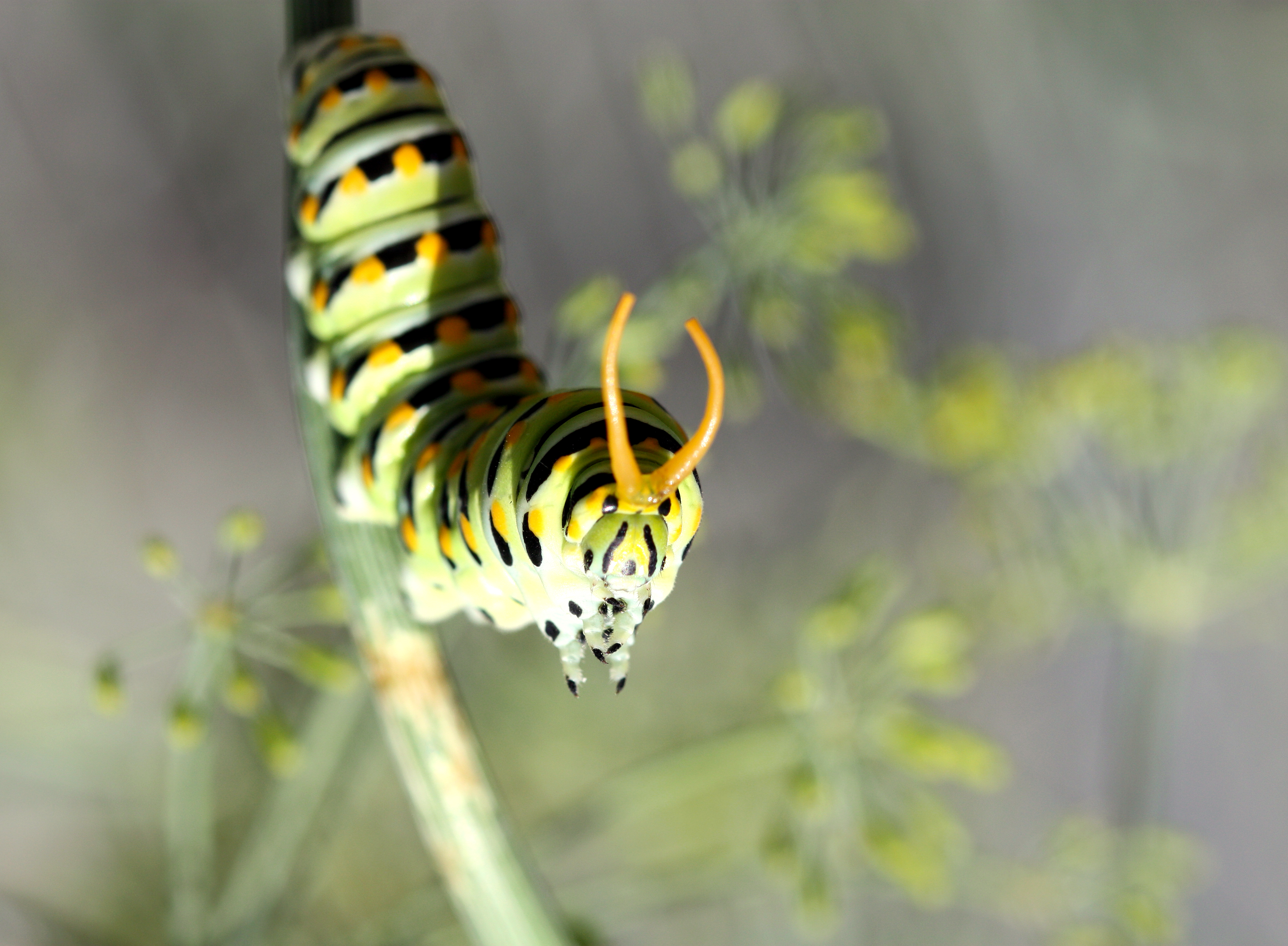
Гусеница, выпустившая осметериум
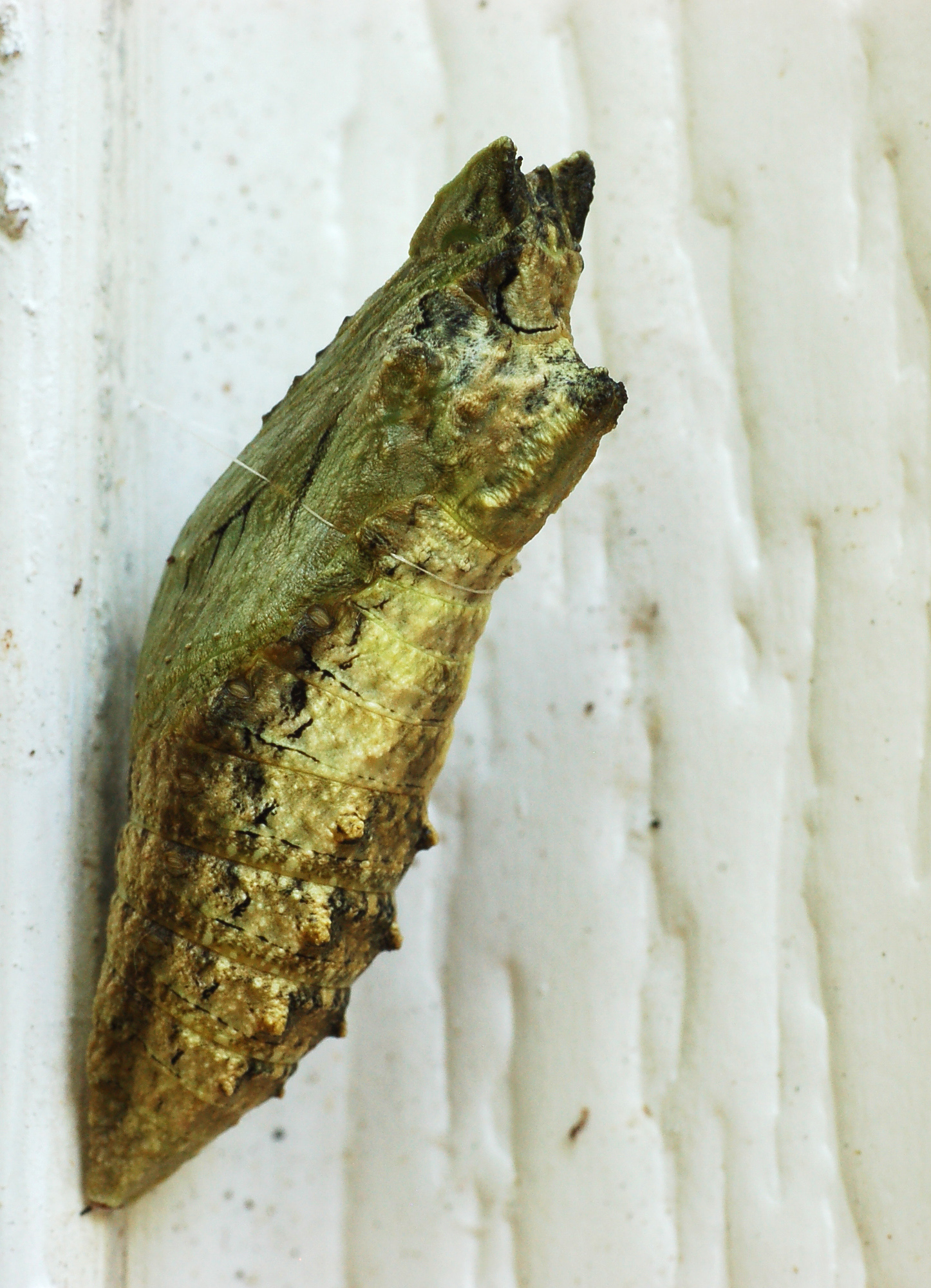
Куколка
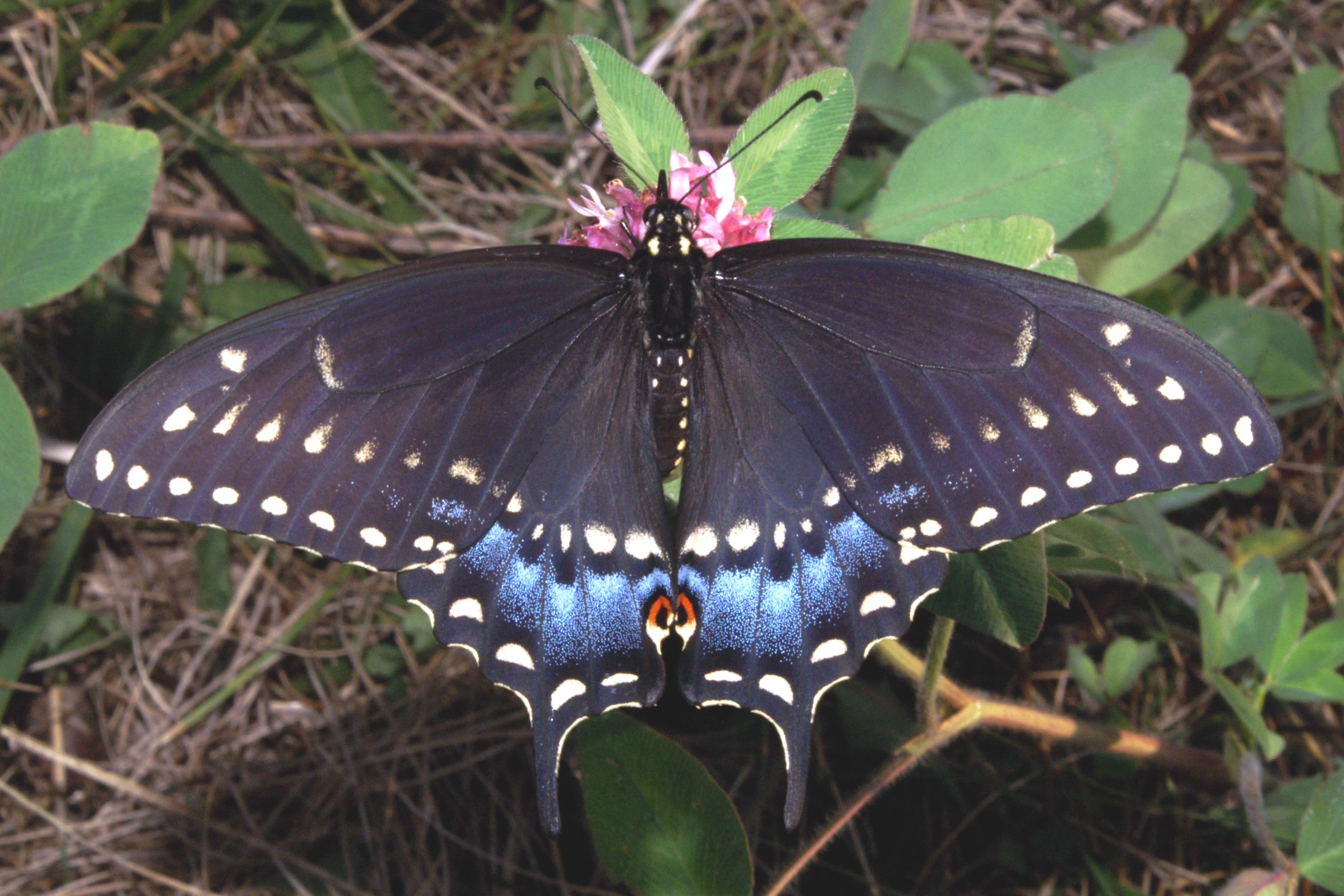
Самка
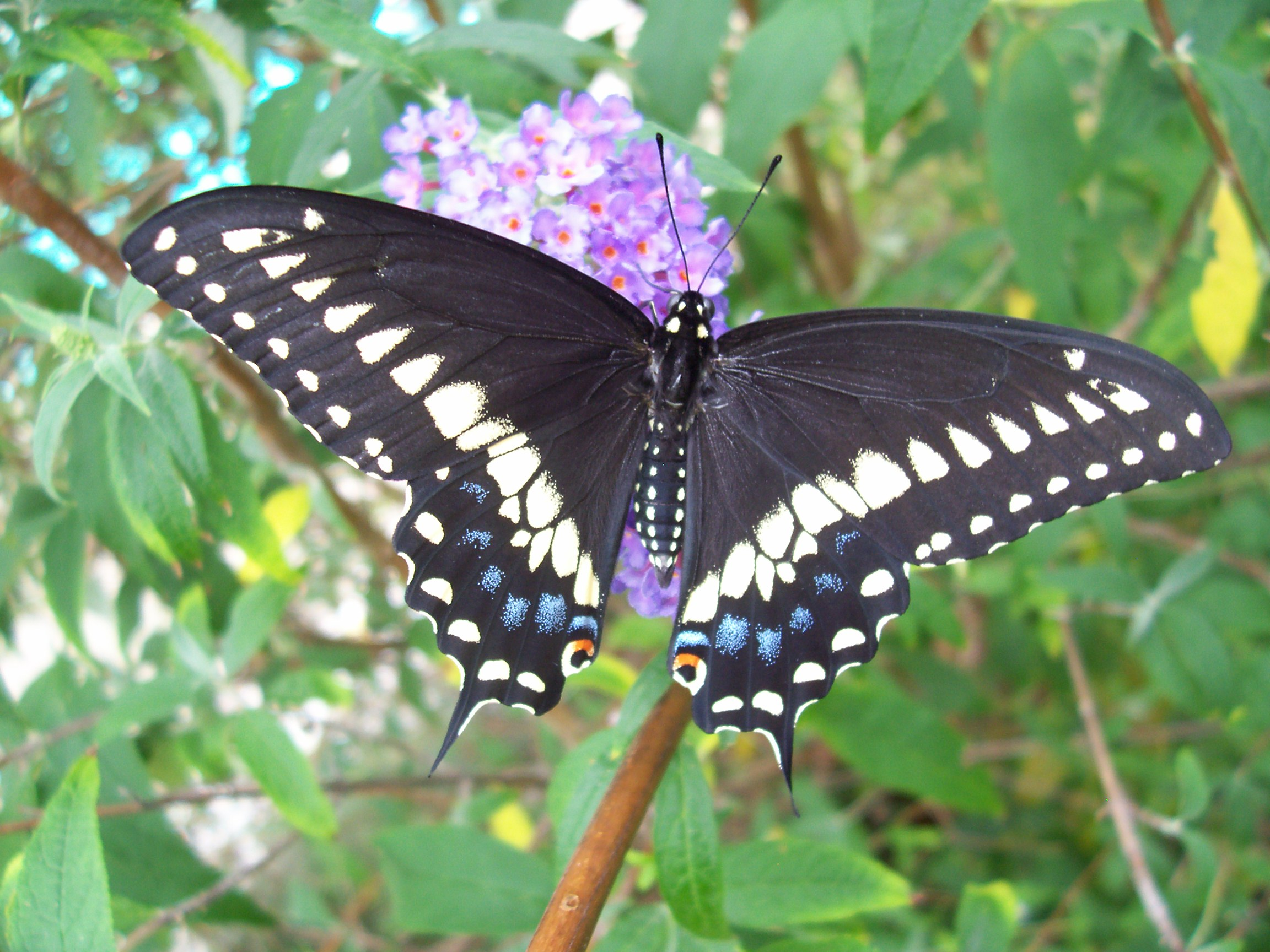
Самец

## Подвиды
- Papilio polyxenes americus Kollar, 1849.
- Papilio polyxenes asterius Stoll, 1782
- Papilio polyxenes coloro Wright, 1905.
- Papilio polyxenes gerardi Bollino & Vitale, 2002.
- Papilio polyxenes kahli Chermock, 1937.
- Papilio polyxenes polyxenes.
- Papilio polyxenes sadalus Lucas, 1852.
- Papilio polyxenes stabilis Rothschild & Jordan, 1906.